# 娛樂之王
《娛樂之王》是1999年由亞洲第一電影有限公司制作的港產片。

## 剧情概况
新移民亞華在夜總會擔任侍應，卻想取代炮哥的地位。華搭上大老闆之女Elle，接手管理夜總會，卻被對手昌哥陷害，令生意一落千丈。華只有向炮求救，炮為公司著想答應幫忙，重振雄風。

## 演员
- 吳鎮宇饰龍虎炮（炮哥）
- 張家輝饰楊千華
- 吳孟達饰昌哥
- 姚樂怡饰GiGi
- 江欣燕饰Pinky媽
- 小雪饰Elle
- 施念慈饰主持人
- 陶嘉言饰
- 李力持饰李力
- 劉錫賢饰劉郁
- 黎彼得饰PK黎
- 黃一飛饰經理
- 戴志偉饰劉阿仔
- 八両金饰江sir
- 海俊傑饰Lo仔
- 陳明君饰
- 朱燕珍饰
- 成奎安饰德哥
- 施介強饰

## 引用
1. ↑  .   [2012-11-04]. （原始内容存档于2020-08-12）.
2. ↑  .   [2012-11-04]. （原始内容存档于2012-04-14）.

## 外部連結
- 開眼電影網上《娛樂之王》的資料（繁體中文）
- 香港影庫上《娛樂之王》的資料（繁體中文）
- 时光网上《娛樂之王》的資料（简体中文）
- 豆瓣电影上《娛樂之王》的資料 （简体中文）
- 爛番茄上《娛樂之王》的資料（英文）
- AllMovie上《娛樂之王》的资料（英文）
- 互联网电影数据库（IMDb）上《娛樂之王》的资料（英文）